# Sylvester Kirwa
Sylvester Kirwa (13 december 1972) is een Keniaans voetbalscheidsrechter. Hij is sinds 2009 aangesloten bij de wereldvoetbalbond FIFA. Ook leidt hij wedstrijden in de Keniaanse nationale competitie en is hij een scheidsrechter bij de Afrikaanse voetbalbond.
Kirwa leidde reeds wedstrijden in de CAF Confederation Cup en de CAF Champions League (waaronder duels in 2010 en 2012). Een van zijn eerste wedstrijden op internationaal clubniveau leidde Kirwa op 3 april 2010 in de eerste ronde van de Afrikaanse Champions League. Deze wedstrijd tussen Stade Tamponnaise uit Réunion en het Egyptische Ismaily SC. Het duel eindigde in een 1–0 overwinning voor Tamponnaise; na 71 minuten stuurde Kirwa Ahmed Hegazy van het veld met een rode kaart. Hij werd in 2011 aangesteld voor de halve finale van de CAF Confederation Cup tussen Sunshine Stars FC en Club Africain (0–1, geen kaarten).
Sylvester Kirwa maakte zijn debuut in het interlandvoetbal op 27 maart 2010 in een kwalificatiewedstrijd voor het African Championship of Nations 2011 tussen Tanzania en Somalië (6–0, zes gele kaarten). Zijn eerste aanstelling onder directe auspiciën van de wereldvoetbalbond FIFA volgde op 1 juni 2012, toen hem een wedstrijd in het kwalificatietoernooi voor het wereldkampioenschap voetbal 2014 tussen Egypte en Mozambique (2–0, twee gele kaarten) werd toegewezen. Sinds 2010 leidde Kirwa geregeld interlands en was hij actief op toernooien als de African Championship of Nations (2014) en in diverse kwalificatieduels. In december 2014 werd Kirwa geselecteerd als een van de arbiters voor het Afrikaans kampioenschap voetbal 2015 in Equatoriaal-Guinea.

## Interlands
| Datum            | Wedstrijd                                | Uitslag | Competitie           | Kreeg geel | Kreeg voor de tweede keer geel en dus rood | Weggestuurd |
| ---------------- | ---------------------------------------- | ------- | -------------------- | ---------- | ------------------------------------------ | ----------- |
| 27 maart 2010    | Tanzania – Somalië                       | 6 – 0   | Kwalificatie AC 2011 | 6          | 0                                          | 0           |
| 9 oktober 2010   | Malawi – Tsjaad                          | 6 – 2   | Kwalificatie AK 2012 | 5          | 0                                          | 0           |
| 17 november 2010 | Zuid-Afrika – Verenigde Staten           | 0 – 1   | Vriendschappelijk    | 1          | 0                                          | 0           |
| 26 maart 2011    | Tanzania – Centraal-Afrikaanse Republiek | 2 – 1   | Kwalificatie AK 2012 | 0          | 0                                          | 0           |
| 5 juni 2011      | Zimbabwe – Mali                          | 2 – 1   | Kwalificatie AK 2012 | 0          | 0                                          | 1           |
| 4 september 2011 | Madagaskar – Nigeria                     | 0 – 2   | Kwalificatie AK 2012 | 1          | 0                                          | 0           |
| 29 februari 2012 | Ethiopië – Benin                         | 0 – 0   | Kwalificatie AK 2013 | 3          | 0                                          | 0           |
| 1 juni 2012      | Egypte – Mozambique                      | 2 – 0   | Kwalificatie WK 2014 | 2          | 0                                          | 0           |
| 9 september 2012 | Mozambique – Marokko                     | 2 – 0   | Kwalificatie AK 2013 | 3          | 0                                          | 1           |
| 14 oktober 2012  | Angola – Zimbabwe                        | 2 – 0   | Kwalificatie AK 2013 | 0          | 0                                          | 0           |
| 30 december 2012 | Tanzania – Zambia                        | 1 – 0   | Vriendschappelijk    | 2          | 0                                          | 0           |
| 19 maart 2013    | Rwanda – Libië                           | 0 – 1   | Vriendschappelijk    | 0          | 0                                          | 0           |
| 8 september 2013 | Soedan – Lesotho                         | 1 – 3   | Kwalificatie WK 2014 | 3          | 1                                          | 0           |
| 22 maart 2013    | Rwanda – Libië                           | 0 – 1   | Vriendschappelijk    | 1          | 0                                          | 0           |
| 13 januari 2014  | Ghana – Congo-Brazzaville                | 1 – 0   | African Championship | 2          | 0                                          | 0           |
| 19 november 2014 | Soedan – Congo-Brazzaville               | 0 – 1   | Kwalificatie AK 2015 | 1          | 0                                          | 0           |
| 5 september 2015 | Burundi – Niger                          | 2 – 0   | Kwalificatie AK 2017 | 3          | 0                                          | 0           |